# Cachirulo

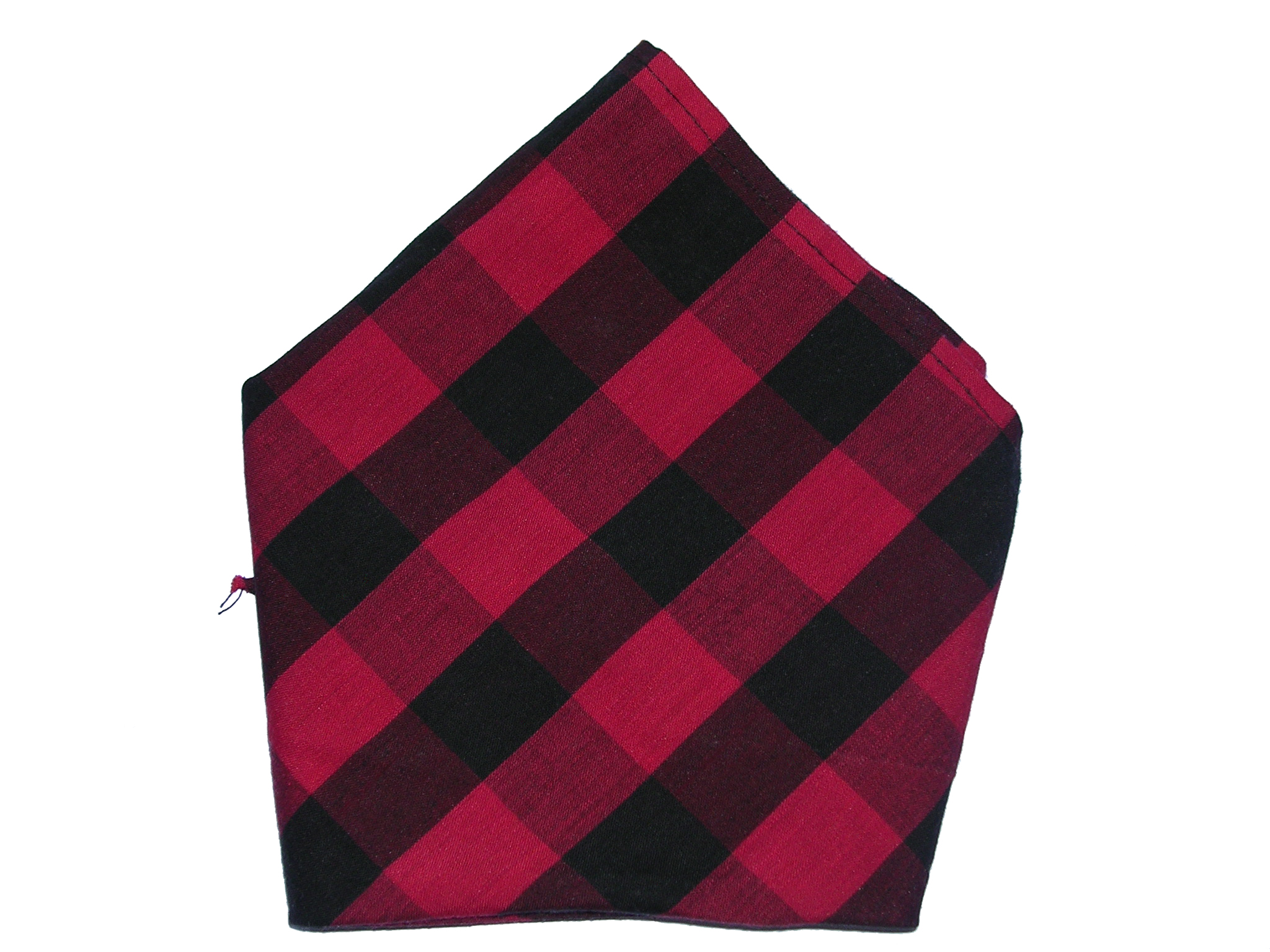
Cachirulo plegado.

El cachirulo o zorongo es una prenda clásica y distintiva del traje masculino tradicional aragonés. Consiste en un pañuelo de colores que va plegado y anudado en la cabeza del hombre (no de la mujer) aunque sin cubrirla por completo sino rodeándole la frente a modo de faja. El nombre cachirulo originalmente solo se usaba en una parte de Aragón, en otras zonas se conocía simplemente como pañuelo.
El cachirulo o pañuelo coronario tiene un origen claramente musulmán y fue conservado por los moriscos hasta el siglo XVII.
El modelo más popularizado en la actualidad es el formado por cuadros rojos y negros. Sin embargo, tradicionalmente la tipología era muy variada, desde otras combinaciones de colores como azules y negros o morados y negros, hasta cachirulos lisos, a rayas o con flores. Los cachirulos morados y negros normalmente se suelen asociar con la provincia de Teruel.
Existen dos formas de anudarlo, la más extendida que consiste en envolver la cabeza formado un nudo a un lado, y la tradicional de Sobrarbe, que consiste en envolver toda la cabeza desde atrás formando un recogido horizontal sobre la frente.

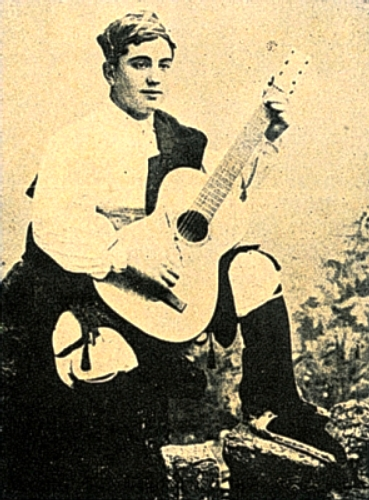
Jotero con cachirulo.

Estos pañuelos son característicos del traje clásico de jotero que no es sino una simplificación del traje de labrador. Sin embargo, el traje tradicional aragonés es muy variado dependiendo tanto de su origen geográfico (Hecho, Ansó, Ribagorza, Gistaín, etc.) como de su uso y clase social. Así se distinguen los trajes de comunión, de fiesta, de labrador, etc. Por consiguiente, existe un gran número de pañuelos diferentes que forman parte de los diversos trajes pudiendo ser de cualquier otro color, incluso negro (propio de hombres de edad), o estampado.
Recientemente, el cachirulo es una prenda que se ha popularizado como identificativa de las fiestas del Pilar al llevarlo los jóvenes anudado al cuello como elemento decorativo. También lo usan hombres y mujeres, no necesariamente tienen que llevar el vestido de baturro.